# Hasija Borić
Hasija Borić (Jajce, 1953.), BiH glumica
Gimnaziju, glazbenu školu i studij glume završila je u Sarajevu, glumačke studije nastavila u Londonu i Wroclawu, a bila je trajno zaposlena u HNK u Splitu.  Trenutno radi u "Narodnom Pozorištu" u Sarajevu.
Dobila je više nagrada: 
- Nagrada glumac godine u izboru Radio-Sarajeva 1989.
- austrijsku nagradu kritike "Karl Skraup " za ukupan opus u sezoni 1997./1998.

U zadnjih deset godina uspješno se bavi režijom. Autor je, režiser i izvođač monodrame "Majka Nuru počesto izruži". Godine 2002. osnovala je "Putujući teatar" koji ima 8 članova.